# Berner sennenhond
De Berner sennenhond is een krachtig gebouwde sennenhond van Zwitserse afkomst. De hond heeft een schofthoogte van 64-70 cm (reu) of 58-66 cm (teef) en is overwegend zwart met bruinwitte aftekeningen op kop, borst en poten. De vacht is lang en golvend. De naam van het ras verwijst naar kanton Bern waar deze hond gefokt werd. Het Duitse woord "Senn", ook wel "Senner" of "Sennerin", betekent herder van Alpweiden, het woord "Senne" wordt ook wel voor de Alpweide zelf gebruikt.

## Beschrijving

### Uiterlijk
De Berner sennenhond is een zeer gespierde hond die iets langer dan hoog is.
Het hoofd van de Berner sennenhond is bovenaan plat en heeft een matige stop. De oren zijn middelgroot, driehoekig, hoog aangezet en afgerond aan de tip. De benen zijn recht en sterk, met ronde, gewelfde tenen. De wolfsklauwen worden meestal verwijderd. De dichtbegroeide staart hangt naar beneden.

#### Vacht
De Berner sennen heeft een stokharige vacht. Dit betekent dat de vacht uit twee lagen bestaat, een dikke laag isolerende onderwol met daarboven dekhaar. De wolharen zijn zacht en dof en de dekharen zijn stugger en glanzend. De vacht heeft drie kleuren; een gitzwarte basiskleur, tan-kleurige markeringen op de wangen, boven de ogen, de poten en de borst. Witte markeringen zijn aanwezig op de voeten, het puntje van de staart, de borst en een bles op het hoofd. Idealiter zijn zowel de tan als de witte markeringen evenwijdig verspreid over het lichaam. De bles raakt de tan-kleurige markeringen boven de wenkbrauwen niet en reikt niet verder dan de mondhoeken.

### Aard

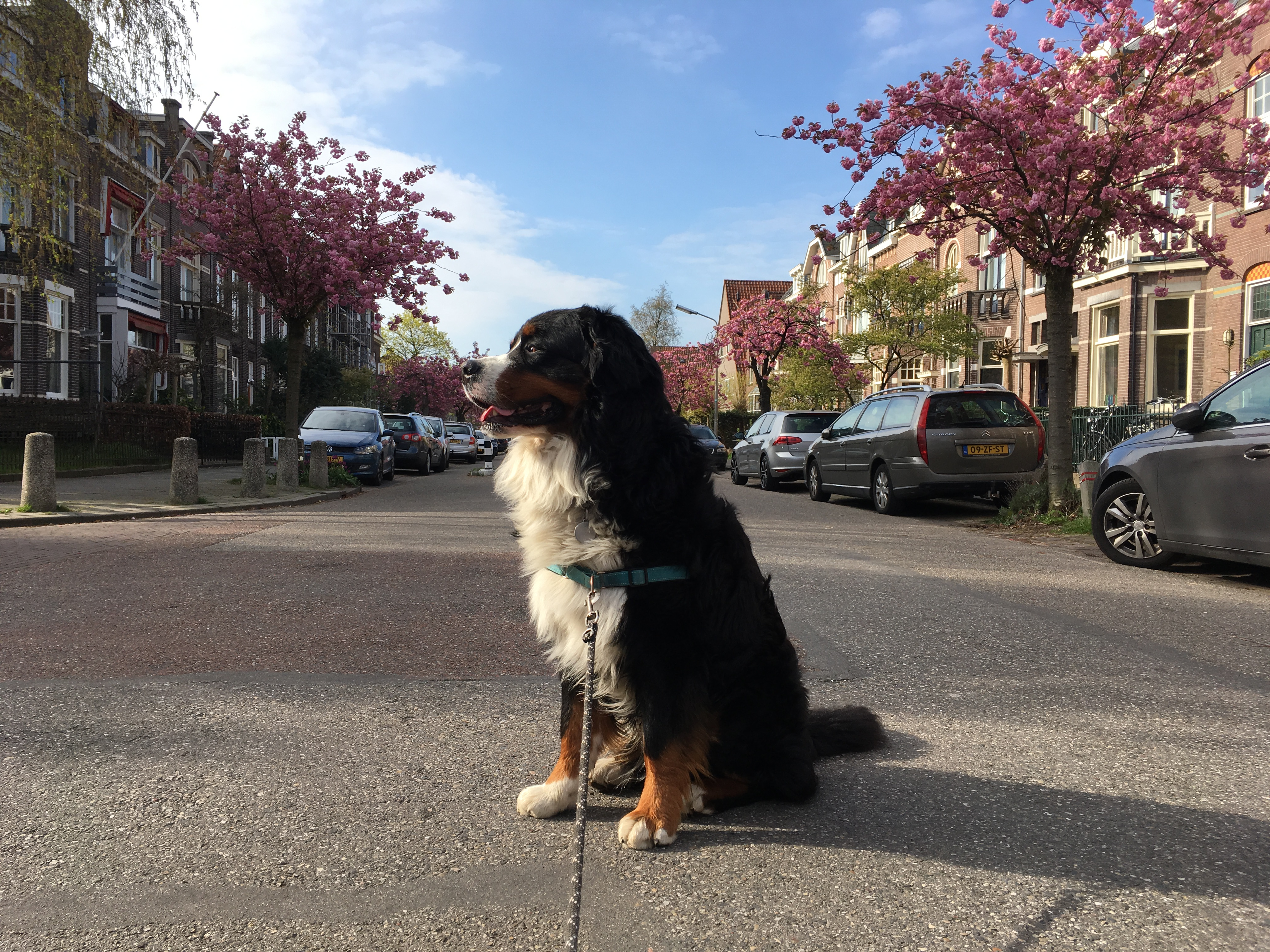
Een Berner sennenhond van 2 jaar oud, met kenmerkende vacht.

De Berner sennenhond hoort een waakzaam maar beheerst karakter te hebben. De waakzaamheid van de Berner sennen beperkt zich tot het terrein en de leden van het eigen gezin. De hond is niet overmatig fel en grijpt alleen in wanneer het nodig is. Tegenover eigen mensen is de Berner sennenhond zeer aanhankelijk. De zelfstandigheid die de Berner sennenhond heeft ontwikkeld vanwege de taken waarvoor hij is gefokt, kan leiden tot eigenwijs gedrag. Dit maakt dat het ras een consequente training nodig heeft. De hond kan goed overweg met kinderen.

## Oorsprong

### Gebruiksdoel
De Berner sennenhond is gefokt als hoeder van vee, als trekdier en als waakhond. De hond is in staat om zonder menselijk toezicht vee te hoeden en tegen roofdieren te beschermen. De Berner sennenhond kan 250 tot 500 kg voorttrekken.

### Geschiedenis
Beweerd wordt dat het ras afstamt van zwarte dogachtige honden die de Romeinen in Zwitserland importeerden. Hieruit ontwikkelden zich verschillende typen  'boerenhonden'. Deze rassen verdwenen echter bijna geheel totdat een Zwitserse kynoloog in het Dürrbachgebied in de buurt van Bern zich ging toeleggen op het fokken van wat de sennehonden ging heten, waaronder de huidige Berner sennenhond. De hond die eerst 'Dürrbächler' werd genoemd kreeg zijn huidige naam een jaar na de oprichting van de eerste vereniging voor dit ras in 1908.

## Gezondheid
Het ras heeft weinig genetische variatie waardoor erfelijke ziektes veel voorkomen. Verschillende vormen van kanker treffen de Berner sennenhonden. Ook heupdysplasie, elleboogdysplasie, artritis, auto-immuunziektes en nierproblemen vormen gezondheidsproblemen voor het ras. Nierproblemen kunnen grotendeels worden voorkomen door het continu - de hele dag door - beschikbaar stellen van vers drinkwater.
Ook ligt het gevaar van een maagtorsie op de loer. Dit is meestal dodelijk en kan alleen door direct ingrijpen worden opgelost. De eerste tekenen zijn opzwelling van de buik door gasvorming. De honden hebben geen hoge levensverwachting; ze worden gemiddeld 8,5 jaar oud. Meer dan de helft overlijdt aan kanker.